# Na na (album)
Nana (nazwa stylizowana: NANA, Na Na) – album zespołu Lady Pank, wydany w 1994. W trakcie tej samej sesji nagraniowej zespół nagrał również utwór „Zakrętka”, który znalazł się na płycie kompilacyjnej Gold (1995). 
W 2002 nakładem BMG ukazała się reedycja płyty ze zmienioną okładką w ramach Antologii, na którą złożyły się cztery albumy: Besta besta, Tacy Sami, Zawsze tam, gdzie ty i Na Na. Kolejna reedycja została wydana w 2007 nakładem MTJ, na której prócz podstawowej listy utworów znalazły się nagrania bonusowe - „Zakrętka”, „Wilki idą”, „Nana (live)”, „Rozbitkowie (live)”. Wydanie to było związane z ukazaniem się tzw. boxa zawierającego pierwsze 13 albumów grupy (Lady Pank – Box 13 CD).
Album uzyskał status platynowej płyty.

## Lista utworów
1. „Mała Lady Sara” (muz. J. Borysewicz) – 2:34
2. „Kupiłem sobie psa” (muz. J. Borysewicz; sł. B. Olewicz) – 3:47
3. „Nie ma ochoty” (muz. J. Borysewicz; sł. B. Olewicz) – 4:07
4. „Na co komu dziś” (muz. J. Borysewicz; sł. B. Olewicz) – 3:40
5. „Młode orły” (muz. J. Borysewicz; sł. J. Panasewicz) – 4:21
6. „Zabić strach” (muz. J. Borysewicz; sł. B. Olewicz) – 4:27
7. „Rozbitkowie” (muz. J. Borysewicz; sł. J. Panasewicz) – 3:58
8. „Na na” (muz. J. Borysewicz; sł. B. Olewicz) – 3:01
9. „Wilcze stado” (muz. J. Borysewicz; sł. B. Olewicz) – 2:31

## Muzycy
- Jan Borysewicz – gitara, gitara solowa, śpiew
- Janusz Panasewicz – śpiew
- Kuba Jabłoński – perkusja
- Krzysztof Kieliszkiewicz – gitara basowa
- Andrzej Łabędzki – gitara

## Produkcja
- Produkcja: MUSIC CHART PRODUCTION Sp. z.o.o.
- Grupa Menadżerska: Tomasz Rybicki, Christopher Bokszczanin i Jolanta Wyrzykowska
- Realizacja nagrań: Rafał Paczkowski
- Kierownik produkcji: Danuta Andrzejczak
- Zdjęcia: Andrzej Tyszko
- Opracowanie graficzne: Paweł Nowakowski
- Opracowanie komputerowe: Jacek Wilczkowski i Paweł Nowakowski